# Maresciallo di Polonia
Maresciallo di Polonia (in polacco: Marszałek Polski) è il più alto rango dell'Esercito polacco, che è stato assegnato solo a sei ufficiali. Attualmente, il titolo è equivalente a Maresciallo o generale dell'Esercito in altri eserciti della NATO.
Oggi non è in vita alcun Maresciallo di Polonia, dato che questo titolo è stato riconosciuto solo a comandanti militari che hanno conseguito vittorie significative in guerra. 
Recentemente, dopo l'adesione della Polonia alla NATO, è stato introdotto il grado di generale a quattro stelle, che il 15 agosto 2002 è stato assegnato al generale Czesław Piątas, Comandante in capo delle forze armate polacche.

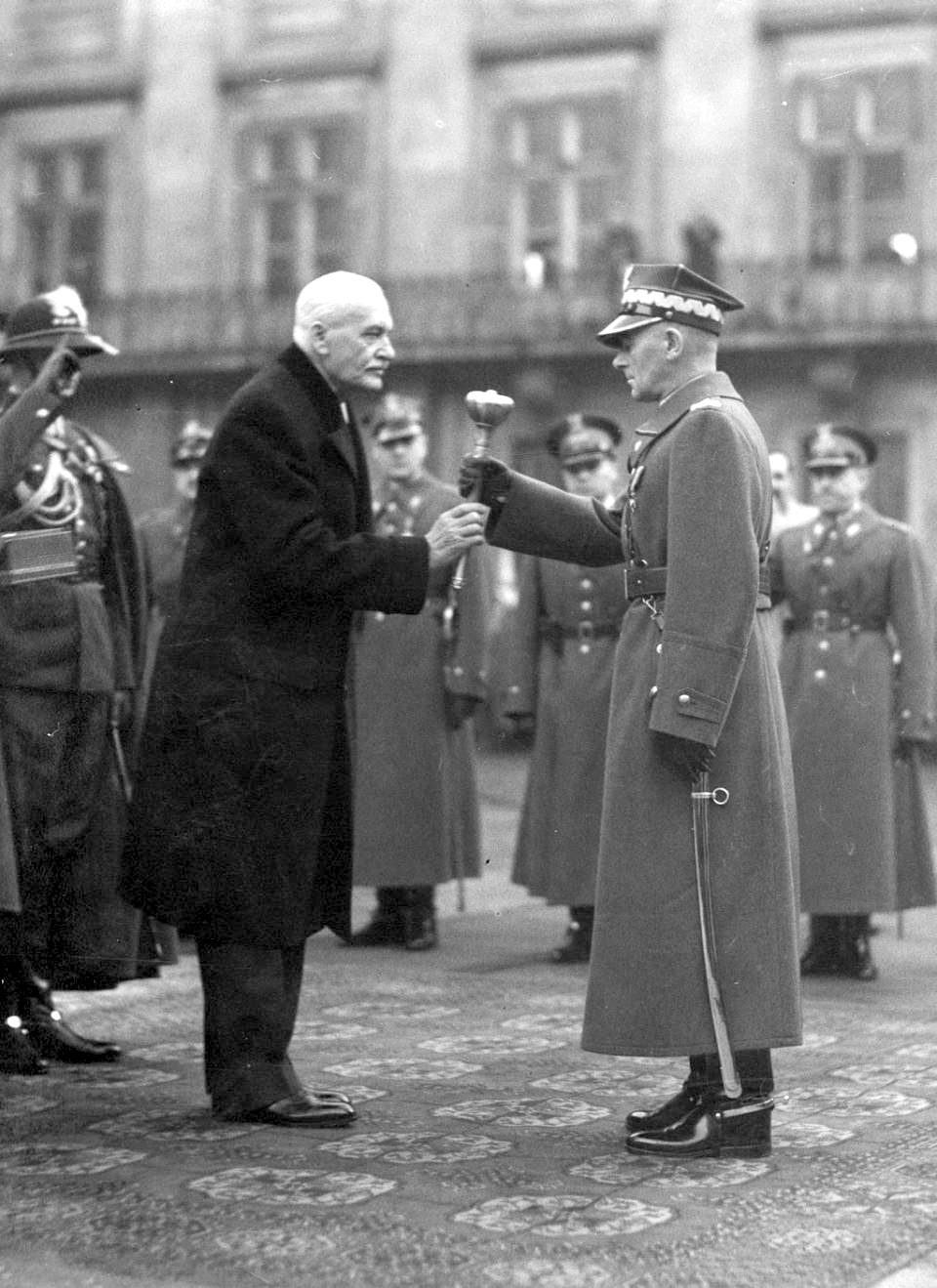
Rydz-Śmigły che riceve il titolo di Maresciallo. Varsavia, 10 novembre 1936

## Elenco dei Marescialli di Polonia
In totale sono stati sei i militari insigniti del titolo di Maresciallo di Polonia, tre durante la Seconda Repubblica Polacca e tre dell'Armata Popolare Polacca durante la Repubblica Popolare Polacca.  
| #  | Nome                              | Conferimento     | Note |
| -- | --------------------------------- | ---------------- | --- |
| 1. | Józef Piłsudski (1867-1935)       | 19 marzo 1920    | Primo Maresciallo di Polonia |
| 2. | Ferdinand Foch (1851-1929)        | 13 aprile 1923   | generale francese comandante supremo della forze alleate del fronte occidentale durante la prima guerra mondiale, fu anche Maresciallo di Francia e Maresciallo di campo britannico onorifico. |
| 3. | Edward Rydz-Śmigły (1886-1941)    | 10 novembre 1936 | Ha servito come Maresciallo di Polonia fino alla seconda guerra mondiale |
| 4. | Michał Rola-Żymierski (1890-1989) | 3 maggio 1945    | Primo maresciallo di Polonia della Repubblica Popolare Polacca |
| 5. | Konstanty Rokossowski (1896-1968) | 5 novembre 1949  | Maresciallo dell'Unione Sovietica di origini polacche. |
| 6. | Marian Spychalski (1906-1980)     | 7 ottobre 1963   | Morto in carica |

Wojciech Jaruzelski declinò la promozione a Maresciallo di Polonia.